# Harvey Brooks

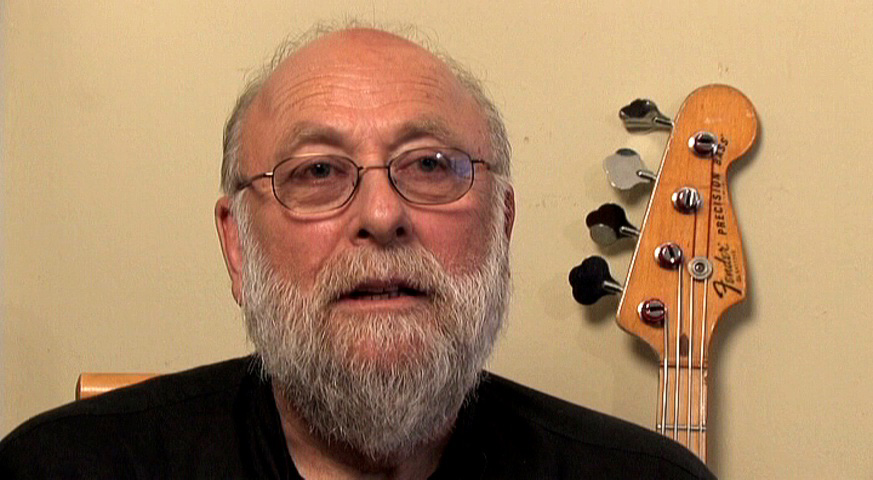
Harvey Brooks

Harvey Brooks (* 4. Juli 1944 in New York City) ist ein US-amerikanischer Rock-Bassist.

## Leben
Brooks’ Karriere begann 1965 mit seiner Entdeckung durch den Produzenten Tom Wilson von Columbia Records, durch den Brooks die Möglichkeit bekam, auf Bob Dylans Highway 61 Revisited den Bass zu spielen. Damit begann Brooks’ Karriere als Studio-Musiker. In den späten 1960er Jahren spielte er mit einer Vielzahl verschiedener Interpreten, darunter The Doors, Cass Elliot, Richie Havens, Eric Andersen, David Blue, und Jim & Jean, sowie Mike Bloomfield und Al Kooper.
Brooks’ Freundschaft mit Bloomfield führte dazu, dass Brooks 1967 zur Gründungsbesetzung von The Electric Flag gehörte. Die Band trennte sich nur zwei Jahre später wieder. Brooks hatte inzwischen den Produzenten Teo Macero kennengelernt, der ihn Miles Davis vorstellte. Brooks spielte dann den Bass auf den Davis-Kultalben Bitches Brew und Big Fun. Damit befand sich Brooks’ Karriere auf ihrem Höhepunkt. Von den 1970er Jahren bis in die 90er war Brooks ein vielbeschäftigter Studio-Bassist, den man unter anderem auf Alben von John Cale, John Sebastian, Paul Burlison, Seals & Crofts, John Martyn, den Fabulous Thunderbirds, Loudon Wainwright III und den Fabulous Rhinstones hören kann.